# Ernst Wildangel
Ernst Friedrich Wilhelm Wildangel (* 22. Januar 1891 in Köln; † 6. April 1951 in Berlin) war ein deutscher Pädagoge, Bildungspolitiker und Widerstandskämpfer. Er war ab August 1945 Stadtschulrat von Berlin, ab 1948 bis zu seinem Tod 1951 Stadtschulrat von Ost-Berlin.

## Leben
Wildangel wurde in eine katholische Kaufmannsfamilie geboren. Von 1910 bis 1914 studierte er Neuphilologie in Münster, Bonn und Greifswald. Er nahm als Offizier am Ersten Weltkrieg teil und erhielt das Eiserne Kreuz I. Klasse. Nach seinem Staatsexamen 1919 arbeitete er als Gymnasiallehrer. Von 1919 bis 1923 war er als Vorsitzender der Zentrumspartei in Mönchengladbach tätig.
1924 brach er mit der Zentrumspartei und mit der katholischen Kirche und trat in die SPD ein. Als Oberstudienrat war er in Oberhausen, Moers, Wuppertal und Berlin tätig. 1920 wurde er von Schuldienst wegen seiner publizistischen Arbeiten suspendiert und erhielt 1930 vom sozialdemokratischen Unterrichtsminister Preußens ein Publikationsverbot. 1930 trat er in die KPD ein. Nach dem Ausüben verschiedener Nebenjobs, unter anderem als Fotograf, nahm Wildangel 1931 eine Lehrtätigkeit an der reformpädagogisch orientierten, von Fritz Karsen geleiteten Karl-Marx-Schule in Berlin-Neukölln auf. Wildangel floh im März 1933 kurz vor der drohenden Festnahme durch die Nationalsozialisten nach Paris, wo er mit anderen deutschen Emigranten (Maximilian Scheer, Rudolf Leonhard) in Kontakt stand. Nach der Besetzung durch deutsche Truppen floh er aus Paris ins unbesetzte Südfrankreich, wo er unter dem Decknamen Pierre Delorme französische Partisanen unter anderem bei der Erstellung von Fotos für gefälschte Ausweise unterstützte. Nachdem die Wehrmacht auch Südfrankreich besetzte, wurde er am 5. Mai 1944 in Toulouse von der SS verhaftet und war bis Mai 1945 unter anderem im Gestapo-Lager Neue Bremm und im Gestapogefängnis Berlin Alexanderplatz inhaftiert.
Im Mai 1945 wurde Ernst Wildangel von den sowjetischen Besatzungsbehörden mit dem Neuaufbau des Schulwesens und der Lehrerausbildung beauftragt. Er arbeitete mit Paul Oestreich und Max Kreuziger zusammen für die Ausarbeitung und Durchsetzung des Berliner Einheitsschulgesetzes. Ab Juni 1945 war er Leiter der Abteilung Lehrerbildung im Hauptschulamt beim Magistrat von Berlin, ab September 1945 als Nachfolger Karl Sothmanns Leiter des Hauptschulamts. Im August 1948 wurde er Stadtschulrat von (Groß-)Berlin. Nach der Spaltung der Stadtverwaltung in West und Ost Ende 1948 blieb er bis zu seinem Tod am 6. April 1951 Stadtschulrat von Berlin. An seinem 60. Geburtstag wurde ihm der Titel Verdienter Lehrer des Volkes verliehen.

## Erinnerung

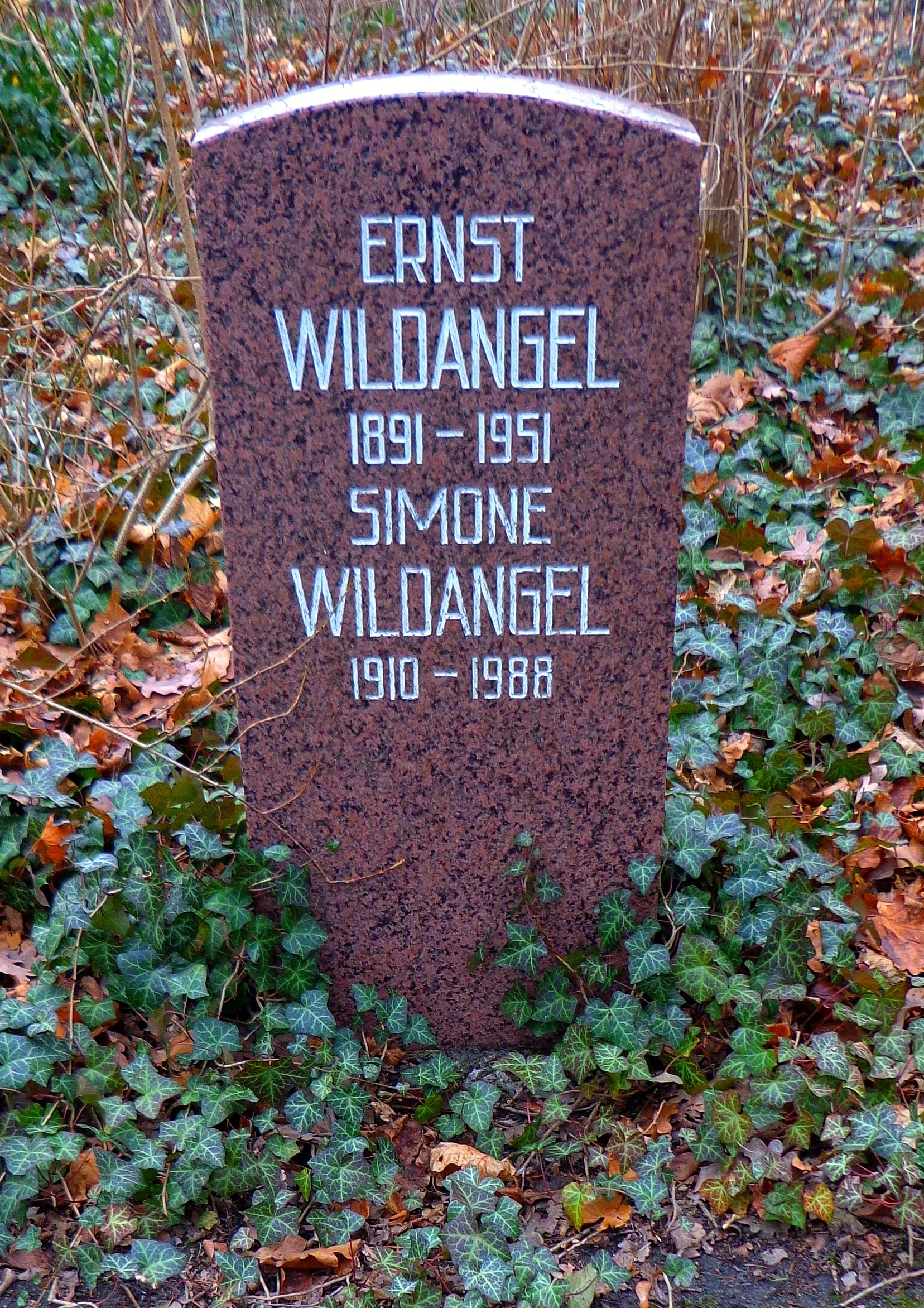
Grabstätte

Wildangel erhielt am 12. April 1951 auf Anweisung des Oberbürgermeisters Friedrich Ebert ein Ehrenbegräbnis, dem 30.000 Menschen beiwohnten. 
Stimmen wurden laut, Wildangel aufgrund seiner Leistungen in der damals neu eigenweihten Gedenkstätte der Sozialisten auf dem Zentralfriedhofs Friedrichsfelde beizusetzen. Die Parteiführung der SED lehnte es ab, ihn in der Gedenkstätte selbst zu bestatten, wollte ihn aber dennoch für seine Verdienste ehren. So wurde Wildangels Urne im Januar 1952 auf einem Gräberfeld hinter der Ringmauer der Gedenkstätte beigesetzt, aus dem sich  später der als Grabanlage Pergolenweg bezeichnete Ehrenfriedhof der DDR entwickelte.
Nach Wildangel wurde in der DDR die „Ernst-Wildangel-Oberschule“ benannt. 1991/92 entstand durch Zusammenlegung mit der Erweiterten Oberschule (EOS) „Max Planck“ das Gymnasium Max-Planck-Oberschule.

## Veröffentlichungen
- zusammen mit Maximilian Scheer: L’ecole hitlerienne et l’etranger. Editions de L’Internationale des Travailieurs de L’Enseignement, Paris 1937.[4]
- zusammen mit Otto Winzer: Ein Jahr Neuaufbau des Berliner Schulwesens. Bericht von der Konferenz der Lehrer an den öffentlichen Schulen der Stadt Berlin, 2. September 1946. Das Neue Berlin Verlagsgesellschaft, Berlin 1946.
- Einheitsschule in Berlin? Gehalten auf der Lehrervollversammlung in Charlottenburg am 19. Juli 1946. Berlin 1946.
- Schlußbericht über die Tagung der Pestalozziwoche. In: Die neue Schule. Blätter für demokratische Erneuerung in Unterricht und Erziehung. 1. Jg., Berlin 1946, Nr. 2, S. 225–236.
- zusammen mit Paul Oestreich: Neue Schule, Neuer Geist. Der Kampf um die Berliner Schulreform. Vorkämpfer für eine demokratische Schulreform. Hrsg. vom Landesverband Groß-Berlin der SED. Vorwärts-Druckerei, Berlin o. J.